# عقاب يحيى
عقاب يحيى كاتب وسياسي سوري بعثي معارض. ولد في مدينة سلمية التابعة لمحافظة حماة لأسرة من الطائفة الإسماعيلية، وكان عضو في الائتلاف الوطني لقوى الثورة والمعارضة السورية.

## مواقفه السياسية
كان من المحسوبين على تيار صلاح جديد في حزب البعث، وعارض نظام حافظ الأسد منذ وصوله السلطة في انقلاب عام 1970. أنشأ عام 1976 تنظيمًا سريًا معارضًا أسماه التجمع الوطني الديمقراطي. لوحق من قبل نظام الأسد لمدة خمس سنوات فهرب إلى الجزائر وبقي فيها منذ أواخر الثمانينات. هو روائي وكاتب كتب الكثير من المقالات عن الثورة السورية منذ بدايتها، وبعدها أصبح عضو في الهيئة العامة للائتلاف الوطني لقوى الثورة والمعارضة.

## وفاته
توفي في مدينة اسطنبول في تركيا يوم الاثنين 5 يوليو 2021 عن عمر ناهز 75 عاماً، بعد صراع مع مرض السرطان.